# Tiziana Messina
Tiziana Messina (Catania, 6 marzo 1962) è un'ex calciatrice italiana, di ruolo difensore. Nella stagione 2001-2002 giocò con il Gravina Calcio in Serie A.

## Carriera
Ha continuato a giocare con il Gravina Calcio Femminile fino alla scomparsa della formazione catanese. Nella stagione 2006-07 ha giocato con il S.Emidio in Serie B e dalla stagione 2007-08 milita nella squadra dell'Acese.